# Păuca
Păuca is een Roemeense gemeente in het district Sibiu.
Păuca telt 2011 inwoners.